# Magyarnádalja
Magyarnádalja község a Nyugat-Dunántúli régióban, Vas vármegyében, a Körmendi járásban.

## Fekvése
Az Alpokalján, a Csencsi-patak mellett fekszik, Körmendtől mintegy 5 kilométerre nyugatra; a megyeszékhelytől, Szombathelytől mért távolsága nagyjából 25 kilométer.
A szomszédos települések: észak felől Harasztifalu, északkelet felől a Körmendhez tartozó Felsőberkifalu, kelet felől Körmend városa, dél felől Csákánydoroszló, délnyugat felől Kemestaródfa, nyugat felől pedig Vasalja.

### Megközelítése
A település északi részén végighúzódik kelet-nyugati irányban a 8708-as út, ez a legfontosabb közúti elérési útvonala Körmend, illetve a néhány kilométerre található pinkamindszenti magyar-osztrák közúti határátkelő felől is. Az ország távolabbi részei felől a 8-as főúton érhető el a legegyszerűbben, horvátnádaljai letéréssel.
A közúti tömegközlekedést a Volánbusz autóbuszai biztosítják.
A hazai vasútvonalak közül a települést a MÁV 21-es számú Szombathely–Szentgotthárd-vasútvonala érinti, de megállási pontja itt nincs; a legközelebbi vasúti csatlakozási lehetőséget így Horvátnádalja megállóhely kínálja, a központtól bő fél kilométerre délkeleti irányban.

## Története
Első írásos említése 1391-ből származik.
A Németújváriak birtoka volt, majd később - örökösödés révén - a Batthyány családé lett, akik körmendi uradalmukhoz csatolták.

## Közélete

### Polgármesterei
- 1990–1994: Nagy Sándor (nem ismert)[3]
- 1994–1998: Nagy Sándor (független)[4]
- 1998–2002: Nagy Sándor (független)[5]
- 2002–2006: Nagy Sándor (független)[6]
- 2006–2010: Nagy Sándor (független)[7]
- 2010–2014: Nagy Sándor (független)[8]
- 2014–2019: Balogh János (független)[9]
- 2019–2024: Balogh János (független)[10]
- 2024– : Balogh Ádám (független)[1]

## Népesség
- 1990: 180 fő
- 2001: 188 fő
- 2009: 211 fő

2001-ben a lakosok csaknem 100%-a magyarnak (ezen belül kb. 3,5%-a cigány, kb. 2%-a német nemzetiségűnek) vallotta magát.
A 2011-es népszámlálás során a lakosok 95,5%-a magyarnak, 4,1% németnek, 2,7% cigánynak, 0,5% szlovénnek mondta magát (13,6% nem nyilatkozott; a kettős identitások miatt a végösszeg nagyobb lehet 100%-nál). A vallási megoszlás a következő volt: római katolikus 75,1%, református 2,7%, evangélikus 2,3%, izraelita 0,5%, felekezet nélküli 3,6% (13,6% nem nyilatkozott).
2022-ben a lakosság 97%-a vallotta magát magyarnak, 2,6% németnek, 0,8% cigánynak, 0,8% románnak, 0,4-0,4% örménynek, bolgárnak és szlovénnek, 1,1% egyéb, nem hazai nemzetiségűnek (2,3% nem nyilatkozott; a kettős identitások miatt a végösszeg nagyobb lehet 100%-nál). Vallásuk szerint 67,2% volt római katolikus, 2,6% református, 1,5% evangélikus, 1,9% egyéb keresztény, 0,4% egyéb katolikus, 5,3% felekezeten kívüli (20,8% nem válaszolt).
| Lakosok száma | 216  | 216  | 199  | 252  | 265  | 269  | 275  |
|               | 2013 | 2014 | 2015 | 2021 | 2022 | 2023 | 2024 |

## Vallás
A 2001-es népszámlálás adatai alapján a lakosság kb. 94%-a római katolikus és kb. 1,5%-a evangélikus vallású, míg kb. 2,5%-a nem válaszolt.

### Római katolikus egyház
A Szombathelyi Egyházmegye (püspökség) Őrségi Esperesi Kerületében lévő Körmendi plébániához tartozik. Római katolikus misézőhely nincs a településen.

### Evangélikus egyház
A Nyugati (Dunántúli) Evangélikus Egyházkerület (püspökség) Vasi Egyházmegyéjében (esperesség) lévő Körmendi Evangélikus Egyházközséghez tartozik, mint szórvány.

## Nevezetességei
- Fa harangláb.
- Millenniumi emlékmű.
- 1848-as kopjafa.